# Ustersbach
Ustersbach est une commune allemande de Bavière située dans l'arrondissement d'Augsbourg et le district de Souabe.

## Géographie

Situation d'Ustersbach dans l'arrondissement d'Augsbourg

Ustersbach est située dans le Parc naturel d'Augsbourg-Westliche Wälder, à 22 km à l'ouest d'Augsbourg. La commune fait partie de la communauté d'administration de Gessertshausen et elle est composée de quatre quartiers, deux villages, Ustersbach et Mödishofen et deux hameaux, Osterkühbach et Basdenegg.
Les communes limitrophes sont Dinkelscherben, Fischach et Kutzenhausen.

## Histoire
Le village date certainement du XIe siècle mais la première trace écrite du nom de la commune apparaît en 1277 sous le nom de Usterpach. Le village a appartenu à l'évêché d'Augsbourg jusqu'au Recès d'Empire de 1803 et à son intégration dans le nouveau royaume de Bavière. Ustersbach a fait partie de l'arrondissement de Zusmarshausen jusqu'à la disparition de ce dernier en 1925.

## Démographie
| 1840 | 1871 | 1900 | 1925 | 1939 | 1950  | 1961 | 1970  | 1987  |
| ---- | ---- | ---- | ---- | ---- | ----- | ---- | ----- | ----- |
| 401  | 535  | 587  | 683  | 645  | 1 042 | 949  | 1 001 | 1 005 |

| 2000  | 2005  | 2009  | - | - | - | - | - | - |
| ----- | ----- | ----- | - | - | - | - | - | - |
| 1 179 | 1 167 | 1 155 | - | - | - | - | - | - |

## Religion
Saint Fridolin de Säckingen est le saint patron de l'église paroissiale d'Ustersbach.

## Personnalités
Le 9 avril 1945 est mort à Ustersbach Theodor Haecker, philosophe existentialiste catholique et mentor de Hans et Sophie Scholl membres de la Rose Blanche, groupe de résistants allemands pendant la Seconde Guerre mondiale.

## Économie
Ustersbach est le siège de la brasserie Ustersbacher, fondée en 1605.